# Wumutan Shuiku
Wumutan Shuiku (kinesiska: 乌木滩水库) är en reservoar i Kina. Den ligger i provinsen Sichuan, i den sydvästra delen av landet, omkring 310 kilometer öster om provinshuvudstaden Chengdu. Wumutan Shuiku ligger 410 meter över havet. Omgivningarna runt Wumutan Shuiku är en mosaik av jordbruksmark och naturlig växtlighet.
Genomsnittlig årsnederbörd är 1 681 millimeter. Den regnigaste månaden är september, med i genomsnitt 360 mm nederbörd, och den torraste är januari, med 15 mm nederbörd.